# Peter Scott
Peter Markham Scott CBE (Londres, 14 de setembro de 1909 – Bristol, 29 de agosto de 1989) foi um ornitólogo, conservacionista, radialista, pintor, oficial da marinha e esportista britânico.
Filho único de Robert Falcon Scott, ele se interessou em observar e fotografar aves selvagens em tenra idade e, mais tarde, começou a atuar na criação e reprodução. Fundo o Wildfowl & Wetlands Trust em Slimbridge em 1946 e ajudou a fundar o World Wide Fund for Nature, cujo logotipo ele projetou. Também era um entusiasta de planadores e iates desde tenra idade. Fazia parte da equipe de vela britânica que ganhou uma medalha de bronze nas Olimpíadas de 1936 em Berlim. Foi feito cavaleiro em 1973 por seu trabalho na conservação de animais selvagens e também recebeu a Medalha de Ouro da WWF e o Prêmio J. Paul Getty. Era casado com Philippa Scott.